# Mémorial de la Tragédie de Batanga
Mémorial de la Tragédie de Batanga est un monument situé à Kribi dans le sud du Cameroun qui représente la sombre histoire de la colonisation. A deux reprises, en 1880 puis entre 1914 et 1916, le peuple Batanga a faillit être décimé.

## Histoire
Dès l'arrivée des allemands en 1884 et de l'implantation du port de Kribi, les populations autochtones les Batanga, sont utilisés comme main d'œuvre forcée.
En  1880, ils se révoltent en prenant en otage un marin anglais, la marine britannique engage la guerre des Dayas, et bombarde Kribi où de nombreux morts sont à déplorer . plusieurs villages Batanga sont rasés et brulés par les forces britanniques en représailles  .
Pendant la première guerre mondiale de 1914 à 1918, Kribi occupée par les allemands, subit les combats avec les forces alliés . Les Batanga sont utilisés comme boucliers humains par les forces allemandes . Les alliés essaient de faire évacuer Kribi, mais  nombreux  sont victimes de cette tragédie. Les survivants embarqués sur les bateaux des alliés, sont débarqués et utilisés comme main d'œuvre forcée dans les plantations de thé de la colonie britannique, à l'ouest du Cameroun . 
Ce n'est qu'en mai 1916 , que les alliés Franco britannique, organisent le retour des survivants Batanga sur leur terre natale , mettant fin ainsi à cette tragédie. 

## Géographie
Depuis février 2017 , juste à côté du phare de Kribi, près de l'embouchure de la rivière Kienké , le monument en béton peint en vert, de forme de base carrée surmonté d'une pyramide, rappelle la tragédie des Batanga . Des bas reliefs évoquent les épisodes de ces tragédies ainsi qu'une stèle. Le monument domine le littoral fait l'objet de commémoration chaque année le 9 mai lors de la fête du Mayi avec des danses et des processions sur terre comme sur mer.  

## Commémoration
Les 14 février et 9 mai 2016 marque le centenaire du retour de l’exil forcé du peuple Batanga. Une conférence de presse est donnée par le chef supérieur du groupement Batanga Lohovè, président du comité d’organisation du centenaire du Mayi, encore appelée fête du retour.